# Duets: The Final Chapter
Duets: The Final Chapter es el cuarto y último álbum de estudio del rapero The Notorious B.I.G., lanzado por Bad Boy Records a finales de 2005.  

## Lanzamiento
El álbum fue realizado con las últimas grabaciones que disponía Bad Boy Records de Biggie Smalls, fue publicado el 19 de diciembre de 2005 y contuvo las colaboraciones de raperos consagrados en ese entonces como Eminem, Jay-Z, Big Pun, Snoop Dogg, Nas, Mobb Deep e incluso el fallecido 2Pac, quien había tenido problemas en vida con B.I.G. También contiene un remix en el que aparece Bob Marley. 

## El álbum
El álbum es una lista de compilaciones de sencillos ya realizados por Smalls, al que se le agregaron más artistas en manera de "dueto" como lo indica el nombre del proyecto.

## Lista de canciones
| N.º | Canción                         | Colaboradores                                                    | Letra Original                                 | Álbum                    |
| --- | ------------------------------- | ---------------------------------------------------------------- | ---------------------------------------------- | ------------------------ |
| #1  | Intro                           | -                                                                | -                                              | -                        |
| #2  | It Has Been Said                | Eminem, Obie Trice, Diddy                                        | -                                              | -                        |
| #3  | Spit Your Game                  | Bone Thugs-N-Harmony, Twista (Remix incluye a 8Ball & MJG)       | Notorious Thugs                                | Life After Death         |
| #4  | Whatchu Want                    | Jay-Z                                                            | What You Want (Verso 1&2)                      | -                        |
| #5  | Get Your Grind On               | Big Pun, Fat Joe, Freeway                                        | My Downfall                                    | Life After Death         |
| #6  | Living The Life                 | Cheri Dennis, Ludacris, Snoop Dogg, Bobby Valentino, Faith Evans | Let Me Get Down                                | Born Again               |
| #7  | The Greatest Rapper (Interlude) |                                                                  | -                                              | -                        |
| #8  | 1970 Somethin'                  | The Game, Faith Evans                                            | Respect                                        | Ready to Die             |
| #9  | Nasty Girl                      | Jagged Edge, Avery Storm, Nelly, P. Diddy, Jazze Pha             | Nasty Boy                                      | Life After Death         |
| #10 | Living In Pain                  | Nas, Mary J. Blige, 2Pac                                         | House Of Pain                                  | -                        |
| #11 | I'm With Whateva                | Juelz Santana, Lil Wayne, Jim Jones                              | Ready To Die                                   | Ready to Die             |
| #12 | Beef                            | Mobb Deep                                                        | What's Beef                                    | Life After Death         |
| #13 | My Dad (Interlude)              |                                                                  | -                                              | -                        |
| #14 | Hustler's Story                 | Akon, Scarface, Big Gee de Boyz N Da Hood                        | You'll See                                     | Bad Boy Promotional Tape |
| #15 | Breakin' Old Habits             | T.I., Slim Thug                                                  | Young G's                                      | No Way Out               |
| #16 | Ultimate Rush                   | Missy Elliott                                                    | Why You Trying to Play Me                      | Baller's Story           |
| #17 | Mi Casa                         | R. Kelly, Charlie Wilson                                         | Friend of Mine                                 | Ready to Die             |
| #18 | Little Homie (Interlude)        |                                                                  | -                                              | -                        |
| #19 | Hold Ya Head                    | Bob Marley                                                       | Suicidal Thoughts                              | Ready to Die             |
| #20 | Just a Memory                   | The Clipse                                                       | You're Nobody 'til Somebody Kills You          | Life After Death         |
| #21 | Wake Up                         | KoRn                                                             | If I Should Die Before I Wake/Kick In The Door | Born Again               |
| #22 | Love Is Everlasting (Outro)     |                                                                  | -                                              | -                        |

## Lista de canciones bonus
1. "Want That Old Thing Back" (con Ralph Tresvant & Ja Rule)
2. "Running Your Mouth" (con Snoop Dogg, Nate Dogg, Foxy Brown, Busta Rhymes & Fabolous)
3. "Three Bricks" (con Ghostface Killah & Raekwon)

- Datos: Q1935538